# Alois Schnorr
Alois Fidelis Schnorr (* 14. Februar 1896 in Mannheim; † 15. April 1962 in Karlsruhe) war ein deutscher Bankmanager und Politiker (BCSV, CDU).

## Leben und Beruf
Alois Schnorr wurde 1896 als Sohn eines Bahnbeamten geboren und hatte drei Stiefgeschwister. Schnorr besuchte ab 1902 in Mannheim die Volksschule und Handelsschule, bevor er bis 1915 eine kaufmännische Berufsausbildung abschloss. Es folgten Kriegs- und Militärdienst von 1915 bis 1919, wo Schnorr als Unteroffizier der Infanterie in Flandern und Galizien diente. Anschließend war Schnorr in Mannheim im Speditionsgewerbe und in der Industrie berufstätig. 
Von 1923 bis 1938 war er Direktor der Volksbank in Staufen im Breisgau. Im Zuge der Novemberpogrome 1938 verließ er Staufen gemeinsam mit seiner jüdischen Frau Helene, die er 1922 geheiratet hatte, und zog zu seinem Bruder nach Todtmoos. Anschließend arbeitete er freiberuflich als Bezirksvertreter für die Bausparkasse der Deutschen Volksbanken. 1944/45 leistete er als jüdisch Versippter Zwangsarbeit in Billroda. Schnorr kehrte bei Kriegsende in den Schwarzwald zurück und ließ sich erneut in Staufen nieder. Seit 1945 bis zu seinem Tod war er Direktor des Badischen Genossenschaftsverbandes.
1955, zwei Jahre nach dem Tod seiner ersten Frau, heiratete er nochmals.

## Politik
Schnorr trat nach dem Zweiten Weltkrieg in die BCSV ein, aus der später der badische Landesverband der CDU hervorging. Er war 1945/46 Bürgermeister der Stadt Staufen und wurde 1947 als Abgeordneter in den Badischen Landtag gewählt, dem er bis 1952 angehörte. Vom 18. März bis zum 25. April 1952 amtierte er als Finanzminister in der von Staatspräsident Leo Wohleb geführten Regierung des Landes Baden.

## Ehrungen
- 1952: Verdienstkreuz am Bande der Bundesrepublik Deutschland
- Großes Verdienstkreuz der Bundesrepublik Deutschland
- Ehrenbürgerschaft der Stadt Staufen
- Alois-Schnorr-Straße in Staufen[3]